# Escándalo Escorpión
El escándalo Scorpion (1808) fue un caso de contrabando, escándalo criminal y político que causó la caída del Gobernador Real de Chile, García Carrasco y apresuró el movimiento de Independencia chilena. Junto a la HMS Scorpion, fue capturada la fragata Vulture, comandada por el capitán Folger.

## Hechos

### Antecedentes históricos del comercio internacional durante la Colonia
Durante todo el período colonial, España mantuvo un monopolio muy estricto en el comercio internacional con su Imperio americano. En 1808, el barco ballenero británico Scorpion, bajo la órdenes del capitán Tristan Bunker, llegó a la costa chilena con la supuesta intención de cazar ballenas. Pero el verdadero objetivo del viaje era pasar de contrabando en la colonia una remesa muy valiosa de tela británica que el barco llevaba en su casco. Para este objetivo, el capitán Bunker se puso en contacto con Henry Faulkner, un médico americano que entonces vivía en la ciudad de Quillota.

### La fragata Scorpion
A finales del siglo XVIII, el contrabando era una actividad muy lucrativa en las costas del Imperio Español debido a las restricciones comerciales impuestas por la metrópoli, a lo que se agregaba la presión del comercio francés e inglés, en busca de nuevos mercados, no importando que fuera ilegal. Tristán Bunker era un hombre de honrar sus compromisos, aunque fueran delictivos. La fragata Scorpion surcó en varias ocasiones los mares australes como ballenero, pero a la larga terminó abandonando debido a que había mayores beneficios en el contrabando.
La Scorpion era solo uno de muchos barcos que cambiaban telas inglesas de contrabando en la costa del Pacífico. En 1807 el Gobierno británico, a incitación del experto en estrategia parlamentaria William Jacob, había modificado el monopolio de la South Sea Company, de modo que se permitiera que buques entraran en el océano Pacífico vía el cabo de Hornos. Este incentivo había sido creado como parte del objetivo británico de desafiar el dominio de España en América Central y del Sur. La aventura militar corta pero fallida en el Río de la Plata en 1806-7 había animado este acercamiento.
El capitán Bunker, mandando un barco de vela mercante británico, era un norteamericano, nacido y criado en la Isla Nantucket, Massachusetts. Muchas familias de balleneros de Nantucket se habían trasladado a Gran Bretaña en los años 1790 en la incitación del gobierno inglés y Guillermo Rotch para establecer una industria de aceite de ballena. La caza de ballenas del océano Pacífico era conocida entonces como la Pesquería del Sur.
La Scorpion zarpó de Plymouth el 6 de marzo de 1808, recalando en las Islas Malvinas con bandera estadounidense en mayo de 1808. Bunker llegó a Topocalma el 15 de julio de 1808, colocando su barco detrás de una punta llamada "El Chivato" para ocultarlo a los ojos de la gente que transitaba por el camino costero. La carta del subdelegado Carrera tiene fecha 26 de julio de 1808. La Scorpion zarpa nuevamente rumbo a Tongoy donde llega el 26 de agosto de 1808, desembarcando el capitán Bunker en la zona llamada Tangue, donde pidió un caballo para trasladarse a Coquimbo donde se encontraría con amigos que tenía en Chile para que lo favorecieran en sus negocios. Uno de ellos era el médico inglés Jorge Edwards. Como no pudo viajar a La Serena, el capitán Bunker le hizo llegar unos regalos y un mensaje a través de un pescador, Pedro Antonio Castillo. De regreso, el pescador le entregó una nota de Edwards:

Precávase usted de una trampa en la que está a punto de caer, pues he recibido un expreso de un amigo que tengo en el Palacio de Santiago, el que me avisa que se intenta con el auxilio de un inglés( Faulkner) que está allí. Por está razón , me parece que usted no debe entrar por ninguna razón en puerto alguno, ni tener negociación alguna hasta que nos veamos
Nota de Jorge Edwards a Tristán Bunker entregada por mano por el pescador Pedro Antonio Castillo

Se dirigió el 11 de septiembre de 1808 al puerto de Coquimbo, con la esperanza de encontrar mayores luces, entrando en la bahía con mucho cuidado. No logró el contacto con Edwards, así que levantó anclas. En el camino un barquichuelo se dirigió peligrosamente hacia ellos, así que abrieron fuego. Pero era una barcaza llamada Napoleón que venía de Lima. Bunker quiso pagar los destrozos, pero el capitán Antonio Iglesias no permitió ningún pago, asustado de las penas por comerciar con extranjeros. Bunker le dio un certificado de captura. 
Bunker decidió cumplir con los plazos y se dirigió a Topocalma, llegando allí el 25 de septiembre de 1808. Al día siguiente bajó a tierra con el segundo teniente de la Scorpion, Isaac Ellard, y le envió una carta a Faulkner. Al día siguiente, este subió a la Scorpion.

### Se concreta el ilícito
Los marinos no encontraron a Faulkner, sino a un hacendado llamado José Fuenzalida Villela, a quién intentaron venderle algunas mercancías. Por coincidencia, o porque tuvo algún encuentro previo, Fuenzalida conocía a Faulkner y ofreció enviar a matacaballo a Quillota, donde residía, una carta avisando la llegada de la Scorpion. Los muertos del Scorpion Al mismo tiempo, envió otra carta a Francisco Antonio de la Carrera, subdelegado del distrito de Colchagua, avisándole de la presencia de una nave sospechosa en Topocalma. El precio acordado era 80.000 pesos de la época, una pequeña fortuna. El profesor universitario Francisco Antonio de la Carrera, el Delegado Real de Colchagua, con jurisdicción sobre Topocalma, tuvo conocimiento del plan y decidió intervenir.
Fuenzalida, De la Carrera y Faulkner confabularon juntos y decidieron secuestrar la carga. Para conseguir sus planes, necesitaron bastante fuerza para reprimir al capitán Bunker y a su tripulación. Para aquel objetivo, se pusieron en contacto con el gobernador real Francisco Antonio García Carrasco. El gobernador y su secretario, Juan Martínez de Rozas, acordaron proporcionar un escuadrón de Dragones (policía) a cambio del 85% de las ganancias, y por supuesto sin notificación a la Oficina de Aduana Real.
El 27 de septiembre de 1808, en la bahía Topocalma, tres conspiradores (Damián Següi, mayordomo del marqués de Larraín, el representante de De la Carrera y el doctor Faulkner) abordaron la Scorpion para finalizar el trato. El pago debía ser hecho en lingotes de cobre. Mientras los representantes sostuvieron sus conversaciones con el capitán, el cobre fue cargado por Dragones disfrazados como porteros.
Después de que el cobre fue cargado, el capitán y ocho de sus marineros fueron invitados a un banquete en tierra, en las casas de hacienda. Durante la comida, después de una señal convenida, el capitán Bunker y sus marineros fueron asesinados a balazos. Entonces, los Dragones se alojaron y procedieron a encargarse de la fragata y su carga. Mientras los demás marineros huían por la costa, los dragones saquearon el barco y enseguida rompieron sus fondos, haciéndolo zozobrar.

"El capitán se levantó de su asiento, pero inmediatamente recibió una puñalada por la espalda. (...) Bunker, aunque herido, alcanzó a salir afuera para ganar los botes, pero fue alcanzado y asesinado. Entonces fue desnudado, y amarrándole un lazo a una de sus piernas fue arrastrado a corta distancia y arrojado a un hoyo que parecía hecho a propósito para él. A mí me parecía que todavía daba señales de vida, y quise acercarme a él, pero no me lo permitieron. Yo pude ver esto a la luz de cuatro faroles y del fuego de una fogata". Varios marineros de la Scorpion fueron masacrados, y la nave remitida a Inglaterra. 
John Wolleter, sobrecargo de la Scorpion, testigo presencial citado por el historiador Diego Barros Arana 

El abordaje a la fragata fue dirigido por Damián Segui quien era el Mayordomo del Marqués de Larraín. Eran las diez y media de la noche del 13 de octubre de 1808.
Al día siguiente se hizo descender al cirujano de la Scorpion, llamado Ramsbhotom, para auxiliar a los incontables heridos en tierra después de que el capitán Bunker y 8 marineros hubieran sido asesinados a sangre fría.
La presa fue estimada en 600.000 pesos. Pero al no estar en guerra Inglaterra con España comenzaron los problemas legales.

### Se informa en Inglaterra
Lloyd's informó de este hecho en su boletín del 14 de marzo de 1809.

## Secuelas e importancia

### Legales
El statu quo entre Inglaterra y España hizo que la fragata que no fuese considerada  como enemiga sino como contrabandista. Así fue dejado en claro por el administrador de aduanas Manso Velasco y su plana administrativa, por lo que no podía haber juicio y repartición sino decomiso.

### Opinón pública
Los hechos salieron a la luz muy rápidamente y causaron una reacción muy violenta. Cuando volvieron a Valparaíso Segui, Medina y Echavarría con los marinos que habían participado en el asalto, el populacho los seguía insultándolos y agrediéndolos. El pueblo trató de linchar a todos los participantes, que fueron salvados, siendo detenidos y puestos bajo guardia armada permanente. En Santiago toda la cólera fue dirigida hacia el gobernador García Carrasco y su secretario Martínez de Rozas; ambos hombres en un tiempo muy corto acumularon un gran número de pleitos legales, mientras los disturbios públicos hicieron erupción. 
Martínez de Rozas tuvo que dimitir y esconderse en Concepción. García Carrasco y todos los que planearon y ejecutaron aquel acto criminal, fueron bautizados como “escorpionistas”.

### Intento de encubrimiento
Como maniobra de distracción, la oligarquía local intento culpar sólo a García Carrasco y a Damián Següi y desviar la atención desde Topocalma para sacar los ojos de encima de De la Carrera. La crónica de esos años situó los hechos en Quilimarí e hizo que Següi asumiera el intento de culpar al marqués de Larraín. Hasta ahora hay autores distraídos que sitúan la acción allí.

### Investigación y juicio
La gobernación española y la oligarquía chilena, liderada por los Larraín trataron de culpar a Jorge Edwards como cómplice del ilícito. El pescador que sirvió de correo también fue apresado. Ambos fueron trasladados a Santiago y encerrados en el Cuartel de San Pablo. Al principio negó ser autor de las notas, pero al ver el furor popular en contra de los asesinatos, se declaró autor de las mismas El juicio contra Edwards duró seis meses más pidiendo las más severas penas por espionaje. EL Gobernador de Chile viendo el daño que traía a su popularidad, ordenó que los dos reos fueran liberados, declarando purgada su condena por la prisión ya servida. Fueron liberados con la condición de que Edwards abandonara Coquimbo y no volviera más allí, además de no acercarse más a la costa.
El correlato de la administración española llegó a Sevilla el 20 de diciembre de 1808, en forma de hechos que apoyaban la versión del Gobernador de Chile.
La investigación subsecuente destruyó la poca autoridad que el gobernador había dejado, y menos de un año más tarde requirió su rendición del puesto a Mateo de Toro y Zambrano, acción que dio paso a la primera tentativa chilena en la autonomía. Los acontecimientos en los cuales la Scorpion participó tomaron muchas décadas para resolverse. La firma inglesa Hullett demandó con éxito al Reino de España por pérdidas financieras. Por Real Orden del 22 de agosto de 1809 se aprobó ampliamente el proceder del Gobernador y de los apresadores de la Fragata.
Pero entonces empezaron a llegar informaciones disonantes, especialmente desde Inglaterra. Por Real Cédula de Regencia expedida en Cádiz, el 23 de marzo de 1811, se ordenó al gobernador y sus apresadores, devolver todo lo apropiado indebidamente.
Cuando se llegó a la parte judicial, el Reino de España había dejado de tener injerencia sobre Chile. Y los participantes se habían protegido bien. El caso fue finalmente resuelto en el Consejo de Estado en los años 1830.

### Destino de los participantes
Martínez de Rozas, que envió con un hijo su parte del botín a Perú, fue muy cuestionado por su participación en los hechos, debiendo buscar refugio en Concepción mientras se calmaban las aguas. Aunque algunos años después volvió en gloria y majestad a la política.
Faulkner llegó a ocupar la Gobernación de Quillota en 1823 disputándosela a Martín Rodríguez, y que en 1844 se compró un fundo llamado Santa Teresa a Isidoro Nordenflicht., Folger migró a California haciendo fortuna con el café, inaugurando el Café Folger. Jorge Edwards Brown daría origen a una larga dinastía de potentados que injerirían largamente en la política y en los negocios, en los siglos XIX y XX, la Familia Edwards.

## Controversia
La identidad del Capitán Tristán Bunker jamás se acreditó. Lloyds, y las fuentes chilenas asumieron que su identidad era la correcta.
Hay teorías que hablan de que era una chapa, dada su condición de contrabandista. Al parecer su nombre real era Tristram Clark emparentado con la familia de estirpe ballenera Bunker, de Nantucket. También emparentado con los Brown. Ninguno de los historiadores chilenos, sopesó esta posibilidad. George Pollard, Jr., capitán del ballenero Essex cuyo hundimiento por un cachalote (junto a la historia del cachalote albino Mocha Dick) inspiró a Herman Melville para escribir la novela Moby-Dick, estaba casado con Tamar Bunker, de esa familia.